# 張居方
張居方（？—？），號華南，福建漳州府平和县民籍漳浦县莆尾人，明朝政治人物。

## 生平
隆庆辛未（1571年）十一月初十日生。萬曆十三年（1585年）乙酉年福建乡试第七十二名举人，萬曆二十九年（1601年）辛丑科三甲二百三十名進士，通政司觀政，萬曆三十六年（1608年）授南太常寺博士，四十年升南工部虞衡司主事，四十一年管寶源局，四十四年（1616年）升郎中，升廣西南寧府知府。

## 家族
曾祖张广财。祖父张世伟。父张盖藩，庠生。